# Riksdag
Il Riksdag è il parlamento nazionale del Regno di Svezia. Dal 1971 è rappresentato da un'assemblea unicamerale con 349 membri, eletti con un sistema proporzionale ogni quattro anni. La sede del Riksdag è nel Palazzo del Parlamento svedese sull'isola di Helgeandsholmen a Stoccolma.

## In generale

### Nome
Riksdag è il diretto equivalente in lingua svedese del termine tedesco Reichstag, ossia Dieta reale o Assemblea del Regno. Riksdag è anche il nome utilizzato per definire, in svedese, il Parlamento finlandese e dell'Estonia. In Svezia, è anche utilizzato per riferirsi al Parlamento tedesco di Berlino.

### Prerogative costituzionali
Il Riksdag svolge le normali funzioni di un Parlamento in una democrazia parlamentare. Discute le leggi, modifica la costituzione e dà la fiducia al governo.
Nella maggior parte delle democrazie parlamentari, il capo di Stato dà mandato a un politico di formare il governo. Con il nuovo "Strumento di Governo" (una delle quattro leggi fondamentali della costituzione svedese) del 1974, tuttavia, questo compito fu tolto al Re di Svezia e dato al Presidente del Riksdag.
Per apportare cambiamenti alla costituzione, le modifiche devono essere approvate due volte dal Parlamento, in due legislature differenti.

### Governo
Dopo aver ricevuto i leader dei vari gruppi parlamentari, il Presidente del Riksdag nomina un candidato per la carica Primo ministro.
La nomina è approvata se entro quattro giorni non viene respinta dalla maggioranza assoluta del Parlamento.
Il Primo ministro presenta quindi la lista dei Ministri. Il Parlamento può votare la sfiducia contro ogni singolo membro del Governo, obbligandolo in tal modo alle dimissioni. Se il voto di sfiducia è posto contro il Primo Ministro (Statsminister), l'interno governo deve dimettersi e inizia la procedura di insediamento di un nuovo governo, a meno che, entro una settimana, il governo sfiduciato decida di indire le elezioni.

### Cultura politica
I partiti politici sono molto forti in Svezia, perché i membri del Riksdag sostengono sempre i loro partiti nei voti parlamentari, salvo rarissime circostanze.
Nella gran parte dei casi, i governi possono chiedere il supporto (fiducia) della maggioranza del Parlamento, permettendo al governo di avere pieno controllo sull'agenda parlamentare.
Per molti anni, nessun singolo partito svedese è riuscito ad avere più del 50% dei voti, così sono state necessarie le coalizioni.
In generale, il Parlamento è diviso in destra e sinistra, o “socialisti” (con tendenze socialdemocratico-nordiche) e “non-socialisti” (conservatori/liberali).

### Elezioni
Tutti i 349 membri del Riksdag sono eletti nelle elezioni politiche che si svolgono ogni quattro anni. Sono eleggibili, e possono votare, tutti i cittadini svedesi che abbiano compiuto i 18 anni al più tardi il giorno delle elezioni. Le ultime elezioni si sono tenute nel 2022.
La soglia di sbarramento che un partito deve superare affinché possa accedere al Parlamento é fissata al 4%.

### Composizione attuale
Alle elezioni del 2022, la coalizione di centro-sinistra, composta da Socialdemocratici (107 seggi), Partito della Sinistra (24 seggi), Centristi (24 seggi) e Verdi (18 seggi), ha ottenuto 173 seggi su 349 disponibili, venendo così sconfitta, dopo circa un decennio, dalla coalizione di centro-destra che, con 176 seggi, è divenuta capace di sostenere politicamente un esecutivo stabile, ottenendo la maggioranza assoluta. In particolare, all’interno della coalizione, il partito di estrema destra dei Democratici Svedesi, entrato a far parte di quest’ultima dopo la fine del cordone sanitario attuato dagli altri partiti, è risultato essere primo nella coalizione e secondo a livello nazionale con 73 seggi, confermando così una crescita positiva in linea con i risultati delle precedenti elezioni. I Moderati, invece, passati alla posizione di secondo partito della coalizione e terzo a livello nazionale hanno ottenuto solo 68 seggi. Infine, i Democristiani e i Liberali, facenti sempre parte della coalizione di centro-destra, hanno ottenuto rispettivamente 19 e 16 seggi.

## Storia
Le radici dell'attuale Riksdag affondano nella riunione del 1435 della nobiltà svedese nella città di Arboga. Questa organizzazione informale fu modificata nel 1527 dal primo re moderno della Svezia, Gustavo I Vasa, per includere le rappresentanze anche degli altri stati: nobiltà, clero, borghesia e proletariato. Questa forma di rappresentazione Ständestaat durò fino al 1865, anche se il Parlamento nel senso moderno del termine fu stabilito verso la fine del primo decennio del XX secolo.
Prima della riforma costituzionale del 1974, il Riksdag fu modificato in modo sensibile nel 1970. Nel 1865 si era costituito come assemblea politica con due camere, ma nel 1970 l'assemblea divenne unicamerale, con 350 seggi. Le elezioni seguenti per il Riksdag del 1973 diedero al governo il supporto di soli 175 membri, mentre l'opposizione poteva contare su altrettanti membri del Parlamento. Per evitare di incorrere di nuovo in simili inconvenienti, il numero di seggi fu ridotto a 349 nel 1976.